# Kano og kajak under sommer-OL 2020 – K2 500 m (damer)
Damernes 500 meter toerkajak under Sommer-OL 2020 finder sted den 2. august - 3. august 2021 på Sea Forest Waterway, der ligger i Tokyo Bay zonen.

## Medaljefordeling
| Medaljetagere                                 | Medaljetagere                         | Medaljetagere                        | Medaljetagere |
| --------------------------------------------- | ------------------------------------- | ------------------------------------ | ------------- |
| Guld                                          | Sølv                                  | Bronze                               |               |
| New Zealand · Lisa Carrington · Caitlin Regal | Polen · Karolina Naja · Anna Puławska | Ungarn · Danuta Kozák · Dóra Bodonyi |               |

## Format
Konkurrencen bliver indledt med tre indledende heats. De to bedste fra hvert heat går til semifinalerne, mens de øvrige mødes i kvartfinalerne. Her går de fire bedste i hver kvartfinale også videre til semifinalerne. I semifinalerne går de fire bedste til finalen mens de resterende går til B finalen.

## Kvalifikation
Hver NOC kan kvalificere én båd i klassen.
| Kvalifikation                          | Dato                   | Vært       | Pladser | Kvalificeret                                                           |
| -------------------------------------- | ---------------------- | ---------- | ------- | ---------------------------------------------------------------------- |
| 2019 ICF Verdensmesterskab             | 21. – 25. august 2019  | Ungarn     | 6       | Hviderusland · Polen · Slovenien · Belgien · Frankrig · Ukraine · Kina |
| 2019 African Games                     | 26. – 31. august 2019  | Marokko    | 1       | Tunesien                                                               |
| Oceanien Kvalifikationsturnering 2020  | 14. – 16. februar 2020 | Australien | 1       |                                                                        |
| Europæisk Kvalifikationsturnering 2020 | 6. – 7. maj 2020       | Tjekkiet   | 1       |                                                                        |
| Pan Am Kvalifikationsturnering 2020    | 7. – 10. maj 2020      | Chile      | 1       |                                                                        |
| Total                                  |                        |            | 10      |                                                                        |

## Tidsplan
Nedenstående tabel viser tidsplanen for afvikling af konkurrencen:
| Dato      | Tid   | Runde         |
| --------- | ----- | ------------- |
| 3. august | 10:50 | Heat 1        |
| 3. august | 10:57 | Heat 2        |
| 3. august | 11:04 | Heat 3        |
| 3. august | 13:00 | Kvartfinale 1 |
| 3. august | 13:07 | Kvartfinale 2 |
| 4. august | 10:30 | Semifinale 1  |
| 4. august | 10:38 | Semifinale 2  |
| 4. august | 12:45 | B Finale      |
| 4. august | 12:55 | Finale        |

## Resultater

### Heat 1
| Placering | Atlet | Nation | Tid | Note |
| --------- | ----- | ------ | --- | ---- |
| 1         |       |        |     |      |
| 2         |       |        |     |      |
| 3         |       |        |     |      |
| 4         |       |        |     |      |
| 5         |       |        |     |      |
| 6         |       |        |     |      |

### Heat 2
| Placering | Atlet | Nation | Tid | Note |
| --------- | ----- | ------ | --- | ---- |
| 1         |       |        |     |      |
| 2         |       |        |     |      |
| 3         |       |        |     |      |
| 4         |       |        |     |      |
| 5         |       |        |     |      |
| 6         |       |        |     |      |

### Heat 3
| Placering | Atlet | Nation | Tid | Note |
| --------- | ----- | ------ | --- | ---- |
| 1         |       |        |     |      |
| 2         |       |        |     |      |
| 3         |       |        |     |      |
| 4         |       |        |     |      |
| 5         |       |        |     |      |
| 6         |       |        |     |      |

### Kvartfinale 1
| Placering | Atlet | Nation | Tid | Note |
| --------- | ----- | ------ | --- | ---- |
| 1         |       |        |     |      |
| 2         |       |        |     |      |
| 3         |       |        |     |      |
| 4         |       |        |     |      |
| 5         |       |        |     |      |
| 6         |       |        |     |      |

### Kvartfinale 2
| Placering | Atlet | Nation | Tid | Note |
| --------- | ----- | ------ | --- | ---- |
| 1         |       |        |     |      |
| 2         |       |        |     |      |
| 3         |       |        |     |      |
| 4         |       |        |     |      |
| 5         |       |        |     |      |
| 6         |       |        |     |      |

### Semifinale 1
| Placering | Atlet | Nation | Tid | Note |
| --------- | ----- | ------ | --- | ---- |
| 1         |       |        |     |      |
| 2         |       |        |     |      |
| 3         |       |        |     |      |
| 4         |       |        |     |      |
| 5         |       |        |     |      |
| 6         |       |        |     |      |
| 7         |       |        |     |      |

### Semifinale 2
| Placering | Atlet | Nation | Tid | Note |
| --------- | ----- | ------ | --- | ---- |
| 1         |       |        |     |      |
| 2         |       |        |     |      |
| 3         |       |        |     |      |
| 4         |       |        |     |      |
| 5         |       |        |     |      |
| 6         |       |        |     |      |
| 7         |       |        |     |      |

### B Finale
| Placering | Atlet | Nation | Tid | Note |
| --------- | ----- | ------ | --- | ---- |
| 9         |       |        |     |      |
| 10        |       |        |     |      |
| 11        |       |        |     |      |
| 12        |       |        |     |      |
| 13        |       |        |     |      |
| 14        |       |        |     |      |
| 15        |       |        |     |      |
| 16        |       |        |     |      |

### Finale
| Placering | Atlet | Nation | Tid | Note |
| --------- | ----- | ------ | --- | ---- |
| Guld      |       |        |     |      |
| Sølv      |       |        |     |      |
| Bronze    |       |        |     |      |
| 4         |       |        |     |      |
| 5         |       |        |     |      |
| 6         |       |        |     |      |
| 7         |       |        |     |      |
| 8         |       |        |     |      |